# 1024 Farben (350-3)
1024 Farben (350-3) est un tableau réalisé par le peintre allemand Gerhard Richter en 1973. Cette laque sur toile est un nuancier rectangulaire comportant 1 024 couleurs séparées par un quadrillage blanc. Elle est conservée au musée national d'Art moderne, à Paris.